# Marga von Etzdorf

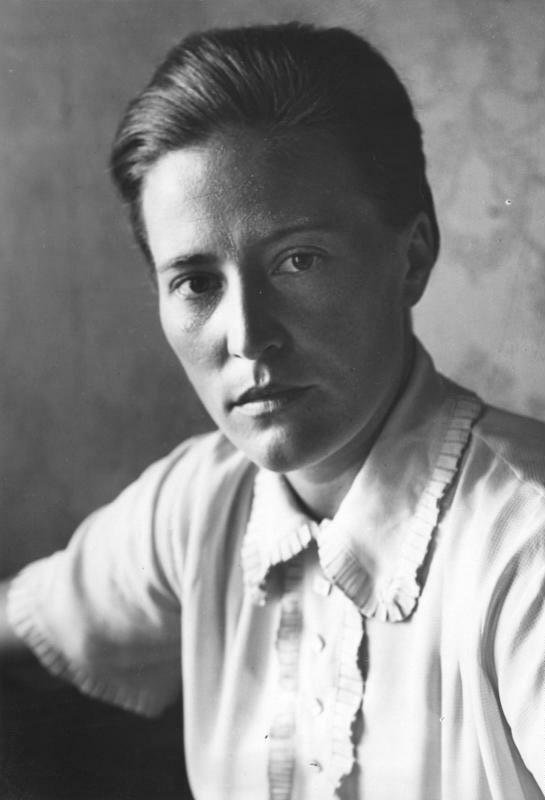
Marga von Etzdorf (1932)

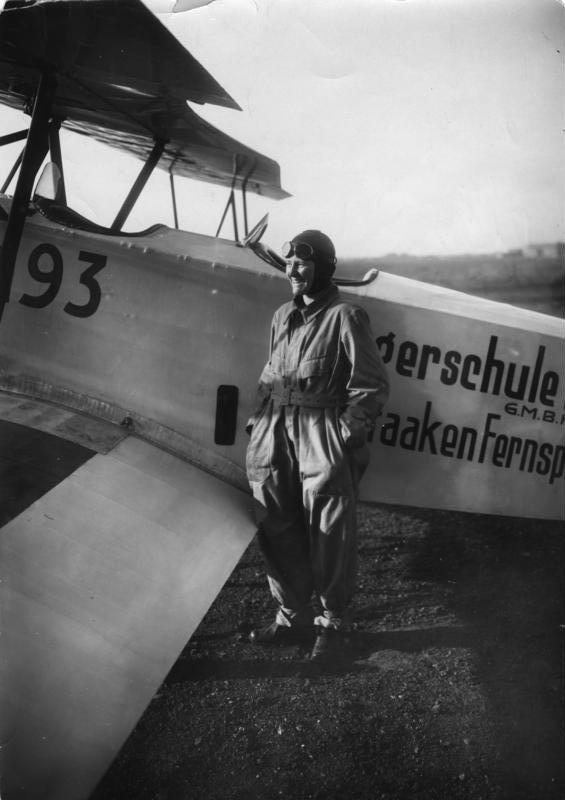
Marga von Etzdorf am Tag ihrer Flugprüfung im Dezember 1927 in Berlin-Staaken

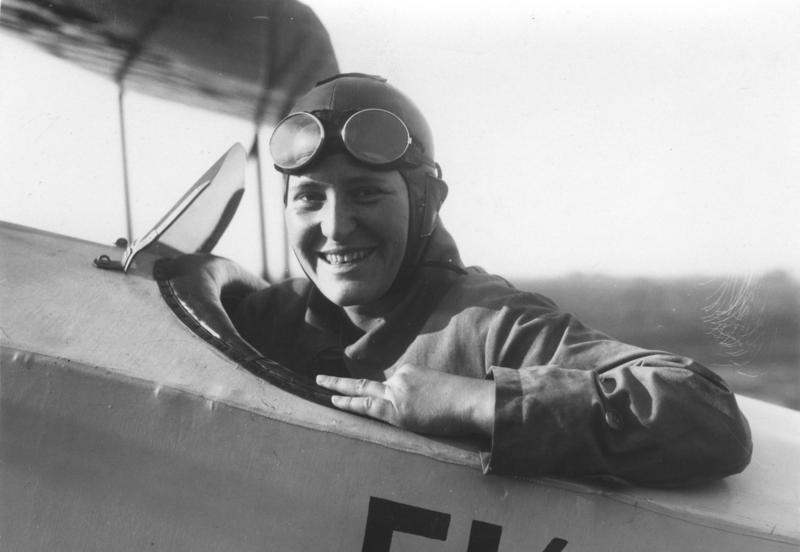
Marga von Etzdorf im Jahr 1930

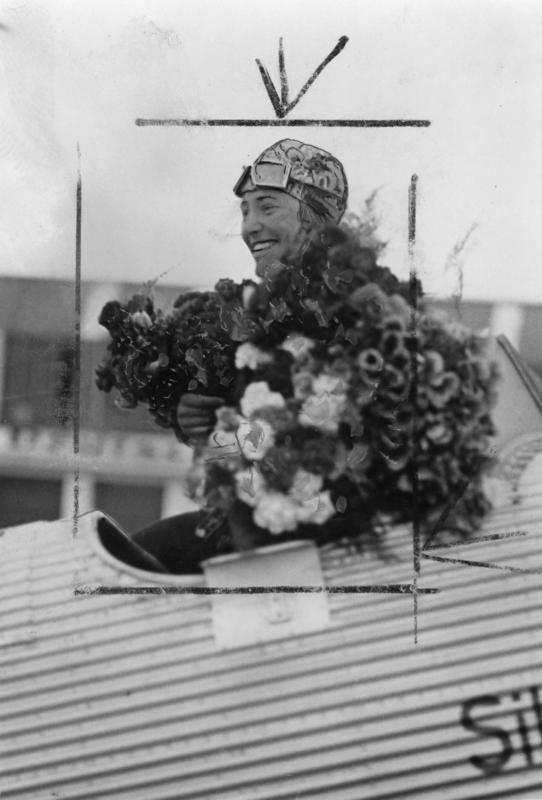
Marga von Etzdorf 1932 auf dem Flughafen Tempelhof

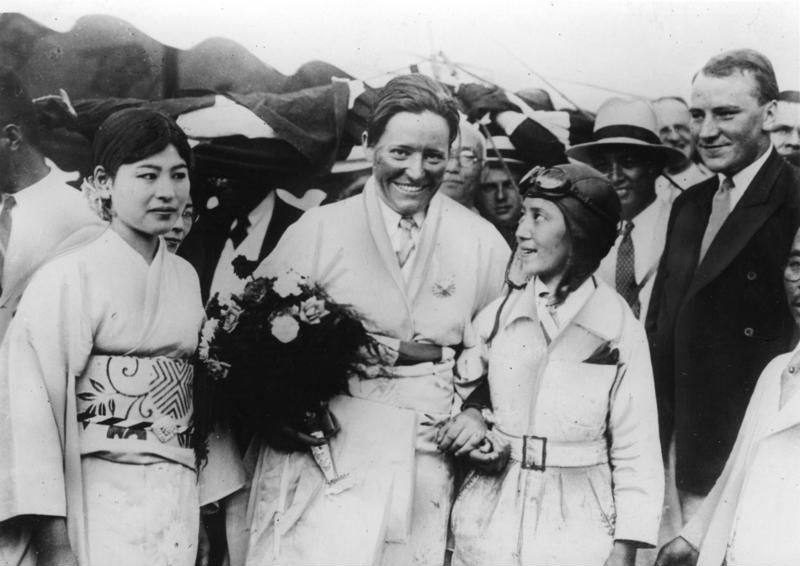
Ankunft in Tokio

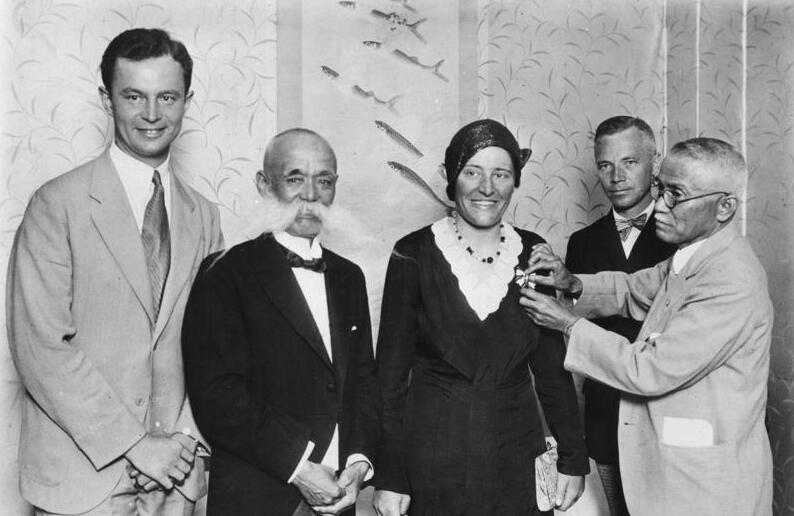
Ordensverleihung in Tokio; von links nach rechts: ihr Onkel Hasso von Etzdorf (im diplomatischen Dienst des Deutschen Reiches), der ehemaligen Kriegsgeneral Nagaoka Gaishi (長岡外史; 1858–1933) und Chef der japanischen Zivilluftfahrt, Marga von Etzdorf, der deutsche Geschäftsträger in Tokio und Hashimoto Keizaburō

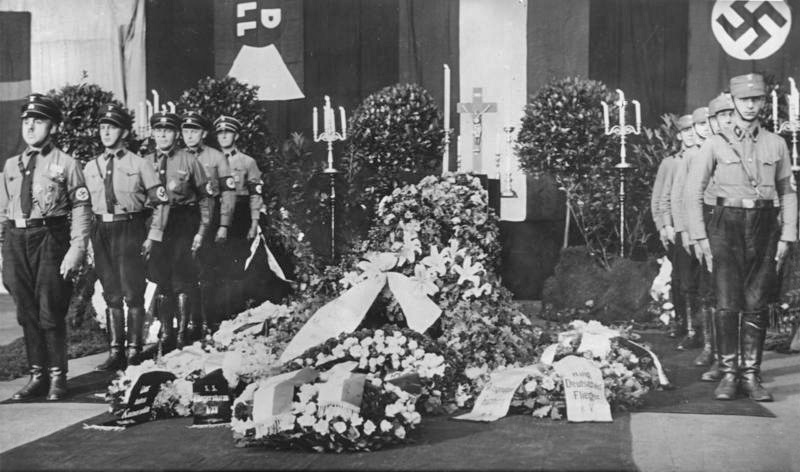
Aufbahrung in Hamburg – SS halten Ehrenwache an ihrem Sarg.

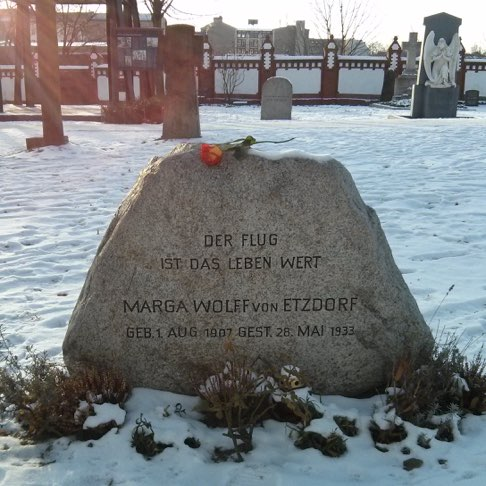
Grabmal von Etzdorf auf dem Invalidenfriedhof Berlin

Margarete „Marga“ Wolff gen. von Etzdorf (* 1. August 1907 in Spandau; † 28. Mai 1933 in Mouslimieh bei Aleppo, Syrien) war eine deutsche Fliegerin. Sie flog 1931 als erste Frau alleine von Deutschland nach Japan.

## Leben
Marga Wolff genannt von Etzdorf entstammte einer begüterten adligen Offiziersfamilie. Ihr Vater war der königlich preußische Hauptmann Fritz Wolff und ihre Mutter war Margarethe, geborene von Etzdorf. Nach dem frühen Unfalltod ihrer Eltern 1911 in Ragusa wuchs sie mit ihrer Schwester Ursula bei ihren Großeltern, dem 1910 geadelten königlich preußischen General der Infanterie Ulrich von Etzdorf und seiner Frau auf deren Gut bei Gehren (Niederlausitz) auf. Seit dem Jahr 1920 führten ihre Schwester Ursula und sie den Namen Wolff gen. von Etzdorf. Ihr Onkel war Hasso von Etzdorf.

### Ausbildung
Marga Wolff gen. von Etzdorf war eine sehr sportliche Frau und an Fechten, Reiten und Hockey interessiert. Im Alter von 19 Jahren entschloss sie sich zu einer Ausbildung zur Pilotin. Im Dezember 1927 bestand sie nach viermonatiger Schulung bei der Flugschule Bornemann in Berlin-Staaken die Prüfung. Sie war nach Thea Rasche die zweite Frau, die nach dem Ersten Weltkrieg die Fluglizenz A2 erhielt. Wahrscheinlich konnte sie dort auch noch die Erlaubnis für die Klasse B1 erwerben. Ihre Ausbildung schloss sie mit dem Kunstflugschein ab.
Sie erhielt als erste Frau eine Stelle als Copilotin bei der Deutschen Luft Hansa (DLH). In einer Junkers F 13 beförderte sie Passagiere auf den Strecken Berlin–Breslau und Berlin–Stuttgart–Basel. Nach 10.000 Flugkilometern, welche mit der DLH vertraglich vereinbart waren, erflog sie sich die für den Erwerb des B2-Scheins nötigen weiteren 5.000 km bei der Hamburger Luftverkehrsgesellschaft. Dazu musste sie dann als einziger Prüfling fünf Prüfern drei Stunden lang Rede und Antwort stehen. Die nötigen Kenntnisse hatte sie sich selbst beigebracht, weil Frauen an der Deutschen Verkehrsfliegerschule nicht zugelassen waren. Unterstützung erhielt sie dabei von Melitta Schiller, die als Ingenieurin bei der Deutschen Versuchsanstalt für Luftfahrt in Adlershof arbeitete.
1929 machte sie auf Anregung von Adolf II. Fürst zu Schaumburg-Lippe eine Segelflugausbildung. Mit einem 90-Minuten-Flug auf dem Großen Heuberg (Schwäbische Alb) erwarb sie als eine der ersten Frauen weltweit den Segelflug-C-Schein. Noch im selben Jahr nahm sie mit dem Segelflugzeug „Hugo“ des Württembergischen Fliegervereins am 10. Rhön-Segelflugwettbewerb teil. Laut Ergebnisliste des Preisgerichts erhielt sie eine Prämie von 50 Reichsmark und eine Bonbonniere als Ehrenpreis.

### Erste Langstreckenflüge
1930 kaufte sie sich mit Unterstützung ihrer Großeltern ein eigenes Flugzeug, eine Junkers A 50 ce „Junior“, mit der Werknummer 3519 und dem Kennzeichen D-1811, die sie knallgelb spritzen ließ und der sie den Namen „Kiek in die Welt“ gab. Erst führte sie damit Reklame-, Passagier- und Kunstflüge durch. Zu ihren Spezialitäten gehörten Loopings und Flüge auf dem Rücken. Im Mai 1930 nahm sie an der ersten deutschen Damen-Kunstflugmeisterschaft teil, bei der sie Vierte wurde. Bald packte sie das Langstreckenfieber. Noch im selben Jahr flog sie mit ihrem „Junior“ nach Istanbul. Probleme mit dem Motor zwangen sie mehrfach zu Notlandungen. Nach einem längeren Aufenthalt in Istanbul konnte sie jedoch ohne weitere Probleme zurück nach Deutschland fliegen. Ihre Bewerbung mit diesem Flug für den Hindenburg-Pokal, die höchste deutsche Sportflugauszeichnung, musste abgelehnt werden, weil ihr Flugzeug entgegen dem Reglement keinen deutschen Motor hatte.
Bald danach bereitete sie ihren zweiten Langstreckenflug vor. „Kiek in die Welt“ erhielt größere Tanks, um die Reichweite zu verlängern und um Notlandungen aus Benzinmangel zu vermeiden. Am 14. November 1930 startete Marga von Etzdorf in Berlin und flog über Basel und Lyon nach Madrid. Da von Spanien aus die direkte Strecke bis Las Palmas de Gran Canaria immer noch zu lang war, musste sie in Rabat (Marokko) zum Tanken zwischenlanden, ehe sie am 6. Dezember bei ihrer Landung auf den Kanarischen Inseln mit Begeisterung empfangen wurde. Schwierigkeiten traten erst auf dem Rückflug auf: Schwere Unwetter über dem Mittelmeer zwangen sie zur Notlandung auf Sizilien. Beim Abflug von einer nassen Wiese am nächsten Tag berührte ein Flügel eine Mauer, was zum unfreiwilligen Startabbruch führte. Die Maschine war schwer beschädigt und musste, da Ersatzteile nicht zu beschaffen waren, mit der Eisenbahn nach Deutschland in das Junkers-Werk Dessau zurückgebracht werden.

### Berlin–Tokio
Marga von Etzdorf fing 1931 an, einen – für die Sportfliegerei der Weimarer Republik – spektakulären Rekordflug nach Tokio vorzubereiten. Es galt nicht nur, Überfluggenehmigungen für alle Länder einzuholen, sondern auch die Finanzierung des Unternehmens sicherzustellen.
Am 18. August 1931 startete sie ohne großes Aufsehen in Berlin. Wegen des schlechten Wetters musste sie bereits nach drei Stunden in Königsberg zwischenlanden. Elf Stunden später erreichte sie ihr erstes Etappenziel, Moskau. Von dort flog sie über Nischni Nowgorod die Wolga entlang nach Kasan. Am dritten Tag ihrer Reise überquerte sie den Ural und folgte anschließend der Linie der Transsibirischen Eisenbahn bis Nowosibirsk. In Hailar nahe der mongolischen Grenze wunderte sie sich über die anwesende Presse, die jedoch nicht auf sie, sondern auf die britische Langstreckenpilotin Amy Johnson wartete, die ebenfalls nach Tokio unterwegs war. Da Johnson in Begleitung ihres Mechanikers flog, wurde Marga von Etzdorf die Anerkennung des ersten Alleinfluges einer Frau nach Japan zuteil. Am nächsten Tag überflog sie die Taiga und erreichte den Baikalsee. Nächste Station war Mukden, wo sie einen Tag pausieren musste, weil die für Japan benötigten Einreisepapiere noch nicht eingetroffen waren. In Korea landete sie ein weiteres Mal, um aufzutanken, bevor sie sich über die Japanische See wagte. Am Abend desselben Tages landete sie in Hiroshima. Nächstes Ziel war Osaka und von dort aus Tokio, das sie wegen der vielen militärischen Sperrgebiete aber nicht direkt anfliegen konnte.
Am 29. August 1931 erreichte Marga von Etzdorf nach 12 Tagen (11 Flugtagen) die japanische Hauptstadt. Tausende von Menschen begrüßten die Rekordfliegerin am Tokioter Flughafen.
Nach sechs Wochen Aufenthalt und einer Generalüberholung ihres Flugzeuges machte sich Marga von Etzdorf dann auf den Heimflug. In China saß sie zunächst wegen politischer Wirren monatelang fest. Als sie endlich weiterfliegen konnte, wollte sie in Bangkok Bekannte besuchen. Beim Start in Bangkok setzte jedoch der Motor ihres „Junior“ aus, und sie stürzte aus etwa 80 m Höhe ab. Dabei verletzte sie sich schwer, vor allem an der Wirbelsäule. Das Flugzeug hatte Totalschaden. Monatelang befand sie sich in medizinischer Behandlung in der Hauptstadt von Siam. Da „Kiek in die Welt“ nicht mehr zu retten war, flog sie schließlich in einem Verkehrsflugzeug zurück nach Berlin.

Hans Bertram schrieb 1933 in seinem Buch Flug in die Hölle, er habe sie kurz nach dem Unglück am 4. April 1932 im Krankenhaus in Bangkok besucht.

### Nach dem Japanflug
Im Juli 1932 begrüßte Marga von Etzdorf ihre Kollegin, die Rekordfliegerin Elly Beinhorn, persönlich bei deren Rückkehr von ihrem Weltflug. In den folgenden Monaten hielt sie Vorträge über ihren Japanflug, um die leeren Kassen wieder zu füllen. In ihrem Kopf wuchs ein neuer Plan: Sie wollte nach Kapstadt fliegen, wofür sie bereits Vorbereitungen laufen hatte. Als sie aber erfuhr, dass Elly Beinhorn ebenfalls dieses Ziel ansteuern wollte, strebte sie nun danach, solo nach Australien zu fliegen.
Nach langen Verhandlungen stellte ihr die Firma Leichtflugzeugbau Klemm in Böblingen eine Klemm Kl 32 zur Verfügung. Am 27. Mai 1933 startete sie damit, gut vorbereitet, von Berlin-Staaken.
Bereits am nächsten Tag wurde ihr Flugzeug bei der Landung auf dem von der französischen Mandatsverwaltung betriebenen Flugplatz Mouslimieh bei Aleppo (Syrien) beschädigt, weil sie mit dem Wind gelandet war. Eine Reparatur wäre aber möglich gewesen. Nach Erledigung der Formalitäten soll sie die Flughafenpolizei um einen Raum gebeten haben, wo sie sich „eine halbe Stunde“ hinlegen konnte. Kaum war sie allein, lud sie die mitgeführte Maschinenpistole (Schmeisser 28/II, 9 mm) und setzte ihrem Leben mit zwei gezielten Schüssen in die Schläfe ein Ende. Ihre Leiche wurde einbalsamiert und im Sarg, zusammen mit ihrer Fliegeruniform, per Schiff nach Europa zurückgebracht.
Die Nationalsozialisten in Deutschland schlachteten ihren Tod propagandistisch aus und inszenierten sie als Fliegerheldin. Nach feierlicher Aufbahrung in Hamburg und einem Trauergottesdienst in der evangelischen Kapelle des Berliner Invalidenhauses wurde sie, wenige Monate nach der Machtübernahme des NS-Regimes unter großer Anteilnahme u. a. der SA und SS auf dem dortigen Invalidenfriedhof bestattet. Ihr Grabstein trägt die von ihr selbst gewählte Aufschrift: „Der Flug ist das Leben wert.“ Der durch die Ausweitung der Sperranlagen an der Berliner Mauer in den 1970er Jahren zerstörte Grabstein ist 2003 rekonstruiert worden.
Über die Gründe für den Suizid ist viel spekuliert worden: Eine weitere Rückkehr ohne Flugzeug hätte ihren Ruf als Fliegerin zerstört – kein Hersteller hätte ihr mehr eine Maschine anvertraut, kein Sponsor nochmals ihre Unternehmungen finanziell unterstützt. Die Fliegerkarriere der erst 25-Jährigen wäre zu Ende gewesen. Erst 2007 wurde durch die Forschungen der Historikerin Evelyn Crellin öffentlich, dass von Etzdorf eine geheime Übereinkunft mit den Nazis eingegangen war und sie illegale Waffengeschäfte einleiten sollte. In ihrem letzten Gepäck wurde ein Brief von Ernst Heymann (Hauptmann a. D., Mitarbeiter der Rüstungsfirma Haenel und Waffenlobbyist mit Kontakten zur NSDAP) gefunden. Aus dem Brief von Heymann ging hervor, dass die Maschinenpistole nicht nur der Selbstverteidigung, sondern vor allem illegalen Verhandlungen zum Vertrieb von Schmeisser-Maschinenpistolen dienen sollte. Beigefügt waren neben Zubehör und 100 Schuss Munition deutsche und englische Kataloge und Preislisten. An eventuellen Verkäufen solle sie mitverdienen. Das Mitführen der Maschinenpistole wäre schon zum privaten Gebrauch nur mit Genehmigung des überflogenen Landes erlaubt gewesen. Der Handel mit derartigen Waffen verstieß aber auch gegen grundsätzliche Bestimmungen des Versailler Vertrages. Das Auswärtige Amt, das einen Diplomaten nach Aleppo geschickt hatte, war sich der Brisanz dieser Situation sehr wohl bewusst. Frankreich hatte damals das Völkerbundmandat für Syrien und Libanon.
Es wird heute vermutet, dass mit ein Grund für den Suizid die Furcht vor Entdeckung durch französische Offizielle und vor propagandistischer Verwertung durch die französische Regierung war. Diese verzichtete nach dem Tod darauf, aus dem Vorfall Kapital zu schlagen. In Deutschland wurde der Waffenschmuggel jahrzehntelang nie publiziert oder thematisiert.
Marga von Etzdorf erhielt für ihre fliegerischen Leistungen mehrfach hohe Auszeichnungen. In Japan hatte sie die selten verliehene „Goldene Verdienstmedaille“ des Kaiserlich Japanischen Aero-Clubs erhalten. Der Aero-Club von Deutschland verlieh ihr seine höchste Auszeichnung, die „Goldene Ehrenplakette“.

## Ehrung
In Stuttgart-Bad Cannstatt wurde im NeckarPark, einem neuen Wohn- und Gewerbegebiet, ein Platz nach Marga von Etzdorf benannt.

## Veröffentlichungen
- Kiek in die Welt. Als deutsche Fliegerin über drei Erdteilen. Union Verlag, Berlin 1931.